# Guerrerski amuzgo
Guerrerski amuzgo (ISO 639-3: amu; nomndaa, ñomndaa), indijanski jezik porodice amuzgo, velike porodice otomang, kojim govori 23 000 ljudi (1990 census) u jugoistočnom Guerreru u gradovima i naseljima Xochistlahuaca, Zacoalpan, Cochoapa, Huehuetonoc, Tlacoachistlahuaca, Guadalupe Victoria, Cozoyoapan, Huistepec, i Rancho del Cura.
Španjolci, Mixteci i Asteci koji žive među njima također su ga naučili. Latinica, Radio programi, video.

## Vanjske poveznice
- Ethnologue (14th)
- Ethnologue (15th)